# جيف بريان
جيف بريان (بالإنجليزية: Geoff Bryan)‏ هو مقدم تلفزيوني نيوزيلندي، ولد في 1956.

## وصلات خارجية
- جيف بريان على موقع IMDb (الإنجليزية)